# Dennis Conner
Dennis Walter Conner (16 de setembro de 1942) é um velejador estadunidense, medalhista olímpico. Ele competiu nos Jogos Olímpicos de Verão de 1976 na classe Tempest e conquistou a medalha de bronze, ao lado de Conn Findlay.
De 1974 a 2003, Dennis Conner participou de todas as America's Cup como capitão. A partir de 1987 ele competiu com seus próprios barcos sob o nome Stars & Stripes, em homenagem à bandeira nacional americana Stars and Stripes.